# Bazarak
Bazarak est une ville, capitale de la province du Panchir, en Afghanistan.

## Vue d'ensemble
La population locale se monte à 24 723 habitants en 2015.
L'agglomération compte trois secteurs de police Police (nahias).
La tombe d'Ahmed Chah Massoud y est située.
Le 6 septembre 2021, les talibans prennent le contrôle de la ville.